# Paillasse (film, 1910)

Paillasse est un court métrage muet français réalisé en 1910 par Camille de Morlhon et sorti en France en mars 1911.

## Fiche technique
- Réalisation : Camille de Morlhon
- Scénario : Camille de Morlhon, Ferdinand Zecca
- Production Pathé Frères (Série d'Art)
- Distribution : Pathé Frères
- Pays : France
- Format : Muet et couleur - Noir et blanc - 1,33:1 - 35 mm
- Métrage : 245 m dont 217m avec des couleurs
- Genre : Drame
- Date de sortie : 
  -  France - 10 mars 1911

Sources : Fond. JérômeSeydoux et IMDb

## Interprétation
- Louis Ravet : Paillasse, acteur et imprésario d'une troupe de théâtre ambulante
- Jeanne Delvair : Francesquine, sa femme infidèle
- René Alexandre : Crispin, l'amant de Francesquine